# Cormac McCarthy

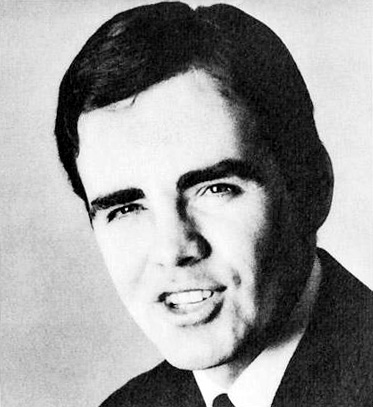
Cormac McCarthy, 1968

Cormac McCarthy (geboren als Charles Joseph McCarthy Jr.; * 20. Juli 1933 in Providence, Rhode Island; † 13. Juni 2023 in Santa Fe, New Mexico) war ein US-amerikanischer Schriftsteller, der zu den bedeutendsten zeitgenössischen Autoren des englischsprachigen Amerikas gezählt wird. McCarthy wurde unter anderem mit dem Pulitzer-Preis und dem National Book Award ausgezeichnet; zu seinen bekanntesten Werken gehören die Romane Die Abendröte im Westen, Kein Land für alte Männer und Die Straße.

## Leben

### Kindheit, Ausbildung, Anfänge als Schriftsteller
McCarthy war das dritte von sechs Kindern einer katholischen Familie; er hatte drei Schwestern und zwei jüngere Brüder. Seine Mutter war Gladys Christina, geborene McGrail; sein Vater Charles Joseph arbeitete von 1937 bis 1967 als Anwalt für die Tennessee Valley Authority. Daher zog die Familie im Jahr 1937 nach Knoxville, Tennessee, wo McCarthy aufwuchs und die Knoxville Catholic High School besuchte.
Nach seinem Highschool-Abschluss 1950 begann McCarthy 1951 ein Studium der Liberal Arts an der University of Tennessee, ging jedoch 1953 für vier Jahre zur United States Air Force. Zwei Jahre davon verbrachte er in Alaska, wo er ein Radioprogramm betreute. 1957 kehrte er an die Universität zurück. Während dieser Zeit erschienen zwei seiner Kurzgeschichten, Wake for Susan und A Drowning Incident, in der Studentenzeitung The Phoenix. 1959 und 1960 wurde er jeweils mit einem Preis der Ingram Merrill Foundation für Creative Writing ausgezeichnet. 1961 verließ er die Universität ohne Abschluss und zog nach Chicago, wo er bei einer Firma für Autoersatzteile arbeitete und mit der Arbeit an seinem ersten Roman begann. Dort heiratete er Lee Holleman, eine Mitstudentin aus Tennessee. Das Paar bekam einen Sohn, Cullen, und zog nach Tennessee zurück, trennte sich jedoch bereits nach kurzer Zeit. McCarthy begann ein unstetes Leben, zog nach Asheville, North Carolina, schließlich nach New Orleans, lebte von Gelegenheitsarbeiten und schrieb immer wieder an seinem Roman.

### Karriere als Schriftsteller

#### Frühwerk und mangelnder Erfolg
McCarthys erster Roman, The Orchard Keeper, kam 1965 im Verlag Random House heraus. Er hatte das Manuskript an Random House geschickt, „weil es der einzige Verlag war, von dem ich gehört hatte“. Sein Lektor bei Random House wurde Albert Erskine, der zuvor William Faulkners Lektor gewesen war und McCarthy die nächsten zwanzig Jahre betreute.
Der Erstlingsroman weist für die US-amerikanische Literatur typische Elemente auf wie den jungen, männlichen Antihelden (hier: John Wesley Rattner) und den unbeweibten frontier man (Marion Sylder). Der groteske Humor und die offen geschilderte Brutalität und Perversion verweisen auf die Stilrichtung des Southern Gothic. Es sind aber auch bereits charakteristische Eigenheiten McCarthys erkennbar wie die harten, naturalistischen Dialoge und die apokalyptische Bildlichkeit.
Im Sommer 1965 erhielt McCarthy ein Stipendium der American Academy of Arts and Letters für eine Reise nach Irland. Während der Überfahrt auf der Sylvania traf er Anne DeLisle, die auf dem Schiff als Sängerin und Tänzerin arbeitete. Im Jahre 1966 heirateten die beiden in England. Im selben Jahr bekam er ein Stipendium der Rockefeller Foundation, mit dem er eine Reise durch Südeuropa finanzierte. Das Paar ließ sich eine Zeitlang auf Ibiza nieder, wo McCarthy seinen zweiten Roman Outer Dark (deutsch: Draußen im Dunkeln) vollendete, der 1968 erschien und von der Kritik sehr wohlwollend aufgenommen wurde. Gegenüber dem Vorgänger zeigt er eine stilistische und thematische Steigerung. Der Roman beginnt mit der Geburt eines durch Inzest gezeugten Kindes und endet damit, dass es von Menschenfressern verspeist wird. Die Gottverlassenheit der Figuren – das inzestuöse Geschwisterpaar Culla und Rinthy, ein Hausierer und das namenlose Kind – wird durch die apokalyptisch düstere, bildgewaltige Sprache unterstrichen, die auch McCarthys spätere Romane auszeichnet. War Sylder noch ein Krimineller, der allein der Logik seiner kriminellen Handlungen folgte, ist Culla von Schuld geplagt und wie seine Schwester der letzte Bewohner einer verdammten Welt.
1969 zogen die McCarthys nach Louisville, Tennessee, wo sie eine Scheune kauften und als Wohnhaus ausbauten, jedoch nach Aussage Anne deLisles in Armut lebten. Dort schrieb McCarthy seinen nächsten Roman Child of God (1973), der auf damals aktuellen Ereignissen in den südlichen Appalachen basierte. Der schmale Roman konzentriert sich auf seinen Helden Lester Ballard, der sich vom unfreiwilligen Einsiedler zum nekrophilen Serienmörder entwickelt. In einzelnen Episoden werden seine zunehmende Verwilderung, sein Zivilisationsverlust und sein Scheitern geschildert. Anders als in Draußen im Dunkeln stehen in diesem Protokoll einer pathologischen Degeneration die Skurrilität und Perversion der Hauptfigur so stark im Vordergrund, dass der trostlose Zustand der Außenwelt dahinter zurücktritt und es bei einer bloßen Charakterstudie bleibt.

#### Hauptschaffen und Erfolg
1976 trennte sich McCarthy von Anne DeLisle und ging nach El Paso, Texas; die Ehe wurde 1981 geschieden. 1979 erschien sein Roman Suttree (deutsch: Verlorene), an dem er mit Unterbrechungen zwanzig Jahre lang gearbeitet hatte. Der in Deutschland eher unbekannte Roman schildert den Werdegang des Landstreichers Cornelius Suttree am Tennessee River und ist abermals die Geschichte eines körperlichen und psychischen Verfalls, der Deprivation und der materiellen wie seelischen Anpassung an die Not, diesmal jedoch getragen von einer vielfältigen Komik, die neben Sarkasmus und Sardonie auch Slapstick, Vulgarität und Ironie umfasst. Im Gegensatz zu Culla ist Suttree kein Verdammter und noch weniger ein Bösewicht, sondern ein Schelm, der versucht, seinem prekären Leben etwas Lust abzugewinnen. Auf einer symbolischen Ebene wird Suttrees Niedergang zu einer Seelenreise am Fluss Styx.
1981 erhielt er eine MacArthur Fellowship in Höhe von 236.000 Dollar, die er benutzte, um seinen nächsten Roman Blood Meridian, or the Evening Redness in the West (1985, deutsch: Die Abendröte im Westen) zu schreiben. Darin schließt sich ein 16-jähriger, namenloser Junge nach einer Reise von Memphis nach San Francisco der Bande des berüchtigten John J. Glanton an. Zu dessen Desperados gehört auch ein „Mann [...] kahl wie ein Stein: Kein Spur von Bart, keine Augenbrauen, keine Wimpern. Über zwei Meter groß“, genannt Judge Holden. Bei einem ihrer zahlreichen blutigen Raubzüge erleiden sie in einem Scharmützel, unter anderem mit einheimischen Indianerstämmen im Grenzgebiet zu Mexiko, eine vernichtende Niederlage. Der Roman, dessen erster Satz mit „Seht das Kind“ beginnt (angelehnt an Ecce homo), gilt als der wichtigste Roman des Autors und eines der bedeutendsten Erzählwerke der US-amerikanischen Literatur im 20. Jahrhundert. Der Kritiker Steven Shaviro schrieb: „In the entire range of American literatur, only Moby-Dick bears comparison to Blood Meridian.“ Harold Bloom zog es allen Werken zeitgenössischer Schriftsteller der Vereinigten Staaten vor: „I venture that no other living American novelist, not even Pynchon, has given us a book as strong and memorable as Blood Meridian.“ Bei einer Umfrage des The New York Times Magazine unter Schriftstellern und Verlagsmitarbeitern nach dem besten US-amerikanischen Roman der vergangenen 25 Jahre kam Blood Meridian 2006 auf den dritten Platz hinter Toni Morrisons Beloved und Don DeLillos Underworld.
Nachdem Albert Erskine 1987 in den Ruhestand gegangen war, wechselte McCarthy zum Verlag Alfred Knopf, wo er von Gary Fisketjon als Lektor betreut wurde. Einem breiteren Publikum wurde McCarthy 1992 bekannt, als sein Roman All the Pretty Horses (deutsch: All die schönen Pferde) den National Book Award gewann. Es war zugleich sein erster kommerzieller Erfolg: Innerhalb von sechs Monaten wurden 190.000 Exemplare verkauft, während die Hardcover-Auflagen seiner vorherigen fünf Romane jeweils unter 5000 gelegen hatten. All the Pretty Horses stand acht Wochen lang auf der Bestsellerliste der New York Times und erreichte dort Rang 12. Mit den während der 1990er-Jahre folgenden beiden Romanen The Crossing und Cities of the Plain bildet er die im Westen der USA angesiedelte „Grenz-Trilogie“ (Border Trilogy). In dieser Zeit erschien auch McCarthys zweites Bühnenstück The Stonemason. In den siebziger Jahren hatte er bereits ein Drehbuch unter dem Titel The Gardener’s Son geschrieben.
McCarthys nächster Roman No Country for Old Men (2005, deutsch: Kein Land für alte Männer) spielt wieder im Südwesten der USA, diesmal in der Gegenwart. Llewelyn Moss stößt auf der Jagd auf die Spuren einer gewaltsamen Auseinandersetzung: Mehrere Tote und ein Verletzter sowie ein Geldkoffer sind das Ergebnis eines gescheiterten Deals unter Drogenhändlern. Er eignet sich das Geld an. Bei der Rückkehr zum Tatort wird er fast getötet. Auf ihn wird der Killer Anton Chigurh angesetzt, der ihn verfolgt und dabei jeden ermordet, der ihm tatsächlich oder vermeintlich in die Quere kommt. Sheriff Ed Tom versucht den Fall aufzuklären. Die Rätselhaftigkeit des Falls und die bei den Recherchen erkennbar werdende Verrohung wertet er entsprechend seinen skeptischen, teils pessimistischen Vorstellungen als Zeichen für den Niedergang der USA. Der Roman wurde 2007 von Ethan und Joel Coen verfilmt; die Verfilmung wurde mit über 75 Filmpreisen weltweit ausgezeichnet, darunter vier Oscars.
2006 erschien der dystopische Roman The Road (deutsch: Die Straße), der international hoch gelobt und mit dem Pulitzer-Preis für Literatur ausgezeichnet wurde. Darin versucht ein Vater mit seinem Sohn durch apokalyptische Trümmerlandschaften, verlassene Landstriche und von kannibalischen Verbrechern beherrschte Gebiete die Meeresküste zu erreichen. 2009 wurde der Roman von John Hillcoat nach einem Drehbuch von Joe Penhall verfilmt, mit Viggo Mortensen und Kodi Smit-McPhee in den Hauptrollen. Ebenfalls im Jahre 2006 publizierte McCarthy ein weiteres Theaterstück mit dem Titel The Sunset Limited.

#### Alterswerke
Nach 2006 publizierte McCarthy über eineinhalb Jahrzehnte lang keine Werke mehr. Es hieß, dass er an drei neuen Romanen arbeite. Die Texas State University-San Marcos kaufte in dieser Zeit den Vorlass McCarthys an.
Im Herbst 2022 erschienen dann die beiden zusammenhängenden Romane The Passenger (deutsch: Der Passagier) und Stella Maris. Nahezu gleichzeitig brachte der Rowohlt Verlag die deutsche Übersetzung in zwei Bänden auf den Markt. In The Passenger steht die Figur des Rettungstauchers Bobby Western im Mittelpunkt, der im Jahr 1980 unvermittelt in ein Komplott gerät und flüchten muss, während er sich zugleich mit familiären Traumata plagt. Der zweite, kürzere Roman Stella Maris erzählt von Bobbys Schwester Alicia Western, zu der Bobby eine besondere Verbindung hat. Die zwanzigjährige geniale Mathematikerin und Violinistin lässt sich im Jahr 1972 mit vierzigtausend Dollar in einer Plastiktüte und einem manifesten Todeswunsch in die Psychiatrie einweisen. Die beiden Romane erhielten überwiegend gute Kritiken, wobei es sowohl überschwängliches Lob als auch verhaltene Kritik gab. Teilweise wurde bemängelt, beide Romane seien mit ihren teils komplizierten Anspielungen auf Physik und Mathematik nur für wenige Eingeweihte ganz verständlich.

### Privatleben nach dem Durchbruch
Im Frühjahr 1998 heiratete McCarthy seine dritte Ehefrau, die 32-jährige Jennifer Winkley, und lebte mit ihr in El Paso, Texas. 1999 kam ihr gemeinsamer Sohn zur Welt. Die Ehe wurde 2006 geschieden. McCarthy lebte zuletzt in Tesuque im Norden von Santa Fe, New Mexico. Er verbrachte viel Zeit am Santa Fe Institute, das von seinem Freund, dem Physiker Murray Gell-Mann, gegründet wurde.
Der Autor scheute die Öffentlichkeit. In einem seiner wenigen Interviews sagte McCarthy der New York Times, dass er Schriftsteller nicht schätze, die sich nicht mit den „Fragen von Leben und Tod beschäftigen“. Er führte als Beispiele Henry James und Marcel Proust an: „Ich verstehe sie nicht. Für mich ist das keine Literatur. Eine Menge Autoren, von denen man denkt, sie wären gut, finde ich eigenartig.“

### Tod
Am 13. Juni 2023 starb Cormac McCarthy im Alter vom 89 Jahren an natürlichen Ursachen, wie sein Sohn bekannt gab.

### Stil
Kennzeichnend für seinen sehr drastischen Stil, in dem er die schicksalhaften Verstrickungen seiner Helden am Rande der US-amerikanischen Gesellschaft schildert, ist sein Naturalismus. Neben anschaulichen Naturbeschreibungen findet man realitätsnahe Dialoge, aber auch Beschreibungen, die Vorgänge mystifizieren.
In einem Interview mit der Talkmasterin Oprah Winfrey, das in der Bibliothek des Santa Fe Institute aufgezeichnet wurde, erklärte McCarthy, dass er persönlich keine Schriftsteller kenne und den Umgang mit Wissenschaftlern vorziehe. Zur äußeren Form seiner Bücher sagte McCarthy, dass er einfache Aussagesätze schätze und dass er gelegentlich Großbuchstaben, Punkte und hin und wieder ein Komma verwende. Er benutze keine Anführungszeichen und meinte, es gebe keine Gründe, die Buchseiten mit „komischen kleinen Zeichen zu überstreuen“. McCarthys Zeichensetzung orientiert sich nicht am Schulstandard, sondern am von ihm gewünschten und so auch hervorgerufenen Textverständnis.

### Rezeption
Für viele seiner Bücher erhielt McCarthy literarische Auszeichnungen. Sein Buch Blood Meridian von 1985 stand auf einer Liste des Magazins Time mit den 100 besten Romanen in englischer Sprache zwischen 1923 und 2005. Der Literaturkritiker Harold Bloom bezeichnete ihn als einen der vier wichtigsten lebenden amerikanischen Romanschriftsteller, zusammen mit Don DeLillo, Thomas Pynchon und Philip Roth. Literaturkritiker verglichen ihn häufig mit William Faulkner. Der Literaturwissenschaftler Norbert Miller widersprach diesem Vergleich und verortete McCarthy stärker in der Tradition des Southern Gothic, der Faulkner als Vertreter der Klassischen Moderne ebenfalls angehört. McCarthy wurde auch öfter als Nobelpreiskandidat genannt.

### Auszeichnungen
Für seine Bücher wurde McCarthy unter anderem mit dem Faulkner Award, dem American Academy Award, dem National Book Award, dem National Book Critics Circle Award und 2007 für seinen Roman The Road mit dem Pulitzer-Preis ausgezeichnet. Die japanische Maltese Falcon Society verlieh McCarthy 2008 den Maltese Falcon Award für seinen verfilmten Roman No Country for Old Men. Ab 1994 war er gewähltes Mitglied der American Academy of Arts and Sciences und ab 2012 der American Philosophical Society.

## Werke

### Romane
- The Orchard Keeper, New York 1965
  - Der Feldhüter. Deutsch von Nikolaus Stingl. Rowohlt, Reinbek 2015, ISBN 978-3-499-26798-7.
- Outer Dark, New York 1968
  - Draußen im Dunkel. Deutsch von Hans Wolf. Rowohlt, Reinbek 1994.
- Child of God, New York 1973
  - Ein Kind Gottes. Deutsch von Nikolaus Stingl. Rowohlt, Reinbek 2014, ISBN 978-3-499-26799-4.
- Suttree, New York 1979
  - Verlorene. Deutsch von Hans Wolf. Rowohlt, Reinbek 1992; Neuausgabe ebd. 2023, ISBN 978-3-499-01161-0.
- Blood Meridian or the Evening Redness in the West, New York 1985
  - Die Abendröte im Westen. Deutsch von Hans Wolf. Rowohlt, Reinbek 1996; Neuausgabe ebd. 2016, ISBN 978-3-499-27240-0.
- All the Pretty Horses, New York 1992
  - All die schönen Pferde. Deutsch von Hans Wolf. Rowohlt, Reinbek 1994.
- The Crossing, New York 1994
  - Grenzgänger. Deutsch von Hans Wolf. Rowohlt, Reinbek 1997.
- Cities of the Plain, New York 1998
  - Land der Freien. Deutsch von Nikolaus Stingl. Rowohlt, Reinbek 2001; Neuausgabe 2010, ISBN 978-3-499-25550-2.
    - Die Border-Trilogie: All die schönen Pferde – Grenzgänger – Land der Freien Rowohlt, Reinbek 2015, ISBN 978-3-499-27192-2.
- No Country for Old Men, New York 2005
  - Kein Land für alte Männer. Deutsch von Nikolaus Stingl. Rowohlt, Reinbek 2008.
- The Road, New York 2006; Reclam, Stuttgart 2009, ISBN 978-3-15-019757-8 (= RUB 19757).
  - Die Straße. Deutsch von Nikolaus Stingl. Rowohlt, Reinbek 2007.
- The Passenger, New York 2022
  - Der Passagier. Deutsch von Nikolaus Stingl. Rowohlt, Hamburg 2022, ISBN 978-3-498-00337-1.
- Stella Maris, New York 2022
  - Stella Maris. Deutsch von Dirk van Gunsteren. Rowohlt, Hamburg 2022, ISBN 978-3-498-00336-4.

### Theaterstücke, Drehbücher
- Whales and Men [unveröffentlicht]
- 1984: Cities of the Plain [unveröffentlicht]
- 1994: The Stonemason: A Play in Five Acts
- 1996: The Gardener’s Son: A Screenplay
- No Country for Old Men [unveröffentlicht]
- 2006: Sunset Limited (Bühnenstück)
- 2012: The Counselor
  - Der Anwalt. Deutsch von Nikolaus Stingl. Rowohlt, Reinbek 2013, ISBN 978-3-499-26724-6.

### Verfilmungen
- All die schönen Pferde (2000); Regie: Billy Bob Thornton; Drehbuch: Ted Tally; Besetzung: Matt Damon, Henry Thomas und Penélope Cruz
- No Country for Old Men (2007); Regie und Drehbuch: Ethan und Joel Coen; Besetzung: Tommy Lee Jones, Josh Brolin, Woody Harrelson und Javier Bardem. Die Verfilmung wurde bei der Oscarverleihung 2008 u. a. als Bester Film ausgezeichnet.
- Outer Dark (15 min. Kurzfilm, 2008); Regie und Drehbuch: Stephen Imwalle
- The Road (2009); Regie: John Hillcoat; Drehbuch: Joe Penhall; Besetzung: Viggo Mortensen, Charlize Theron, Robert Duvall, Guy Pearce und Kodi Smit-McPhee
- The Sunset Limited (Fernsehfilm, 2011); Regie: Tommy Lee Jones; Drehbuch: Cormac McCarthy; Besetzung: Samuel L. Jackson, Tommy Lee Jones
- The Counselor (2013); Regie: Ridley Scott; Originaldrehbuch: Cormac McCarthy; Besetzung: Brad Pitt, Michael Fassbender, Javier Bardem, Penélope Cruz und Cameron Diaz
- Child Of God (2014); Regie und Drehbuch: James Franco; Besetzung: James Franco, Scott Haze und Tim Blake Nelson